# Ranunculus heterorrhizus
Ranunculus heterorrhizus är en ranunkelväxtart som beskrevs av Boiss. Ranunculus heterorrhizus ingår i släktet ranunkler, och familjen ranunkelväxter. Inga underarter finns listade i Catalogue of Life.